# Pihlajasaari (ö i Södra Österbotten, Järviseutu, lat 63,41, long 23,52)
Pihlajasaari är en ö i Finland. Den ligger i sjön Evijärvi och i kommunen Evijärvi i den ekonomiska regionen  Järviseutu ekonomiska region  och landskapet Södra Österbotten, i den centrala delen av landet, 400 km norr om huvudstaden Helsingfors. Öns area är 8,3 hektar och dess största längd är 0,5 kilometer i sydöst-nordvästlig riktning.